# Johann Wilhelm Ritter
Johann Wilhelm Ritter (ur. 16 grudnia 1776 w Samitz, zm. 23 stycznia 1810 w Monachium) – niemiecki fizyk, który odkrył istnienie ultrafioletowego zakresu promieniowania elektromagnetycznego i poszerzył w ten sposób wiedzę o promieniowaniu elektromagnetycznym poza zakres światła widzialnego.

## Życiorys
Urodził się 16 grudnia 1776 r. w Zamienicach na Śląsku. W latach 1791–1795 odbywał staż u farmaceuty w Legnicy. Po otrzymaniu spadku podjął studia medyczne na Uniwersytecie w Jenie, a jego mentorem był Alexander von Humboldt, który wspierał jego zainteresowania elektrycznością. Następnie wykładał na macierzystej uczelni. W 1804 r. przeniósł się do Bawarskiej Akademii Nauk w Monachium i pozostał związanym z tym miastem do swojej śmierci.
W 1799 lub 1800 r., zaledwie kilka miesięcy po Angliku Williamie Nicholsonie, dokonał rozkładu wody na wodór i tlen w procesie elektrolizy, jednak w swoim eksperymencie był w stanie dodatkowo zebrać oba gazy osobno na elektrodach i zmierzyć ich stosunek objętościowy. Później Ritter przeprowadził także elektrolizę soli metalicznych, uzyskując czyste metale. W 1800 r. opracował proces galwanostegii. Rok później zaobserwował prąd w zjawisku termoelektrycznym, a w 1802 r. zbudował suche ogniwo elektryczne, zaś w 1803 r. baterię akumulatorów. Traktując prądem nogi żab, nie tylko potwierdził obserwacje Alessandra Volty, który uszeregował metale w tzw. szereg Volty, ale także wykazał identyczną zależność metali w powinowactwie do tlenu. W eksperymentach z rtęcią zauważył oddziaływanie prądu na ten metal w u-kształtnej kapilarze po przyłożeniu napięcia, co było wstępem do dużo późniejszych badań nad elektrokapilarnością.
Prowadząc badania nad prądem, eksperymentował na sobie, przykładając sobie elektrody stosu Volty do oczu, uszu, języka, nosa, rąk i innych narządów, sprawdzając ich wytrzymałość na ból oraz obserwując wpływ prądu na odbierane bodźce. W konsekwencji wszystkich swoich eksperymentów postulował, że zjawiska elektrochemiczne zachodzą w organizmach żywych nieustannie.
Zainspirowany odkryciem promieniowania podczerwonego przez Williama Herschela, zaczął poszukiwać nieznanego rodzaju promieniowania po przeciwnej stronie spektrum światła. 22 lutego 1801 r. w Jenie odkrył, że chlorek srebra, który rozkłada się pod wpływem światła, najszybciej ulega rozpadowi pod wpływem niewidzialnego promieniowania pojawiającego się przy rozproszeniu światła poza światłem fioletowym.
Korespondował z Johannem Wolfgangiem von Goethem, Hansem Christianem Ørstedem, Achimem von Arnimem czy Friedrichem Wilhelmem Josephem von Schellingiem. Ze względu na trudny styl publikacji jego prace pozostawały nieznane.
Od 1804 r. żonaty, miał czworo dzieci.
Zmarł 23 stycznia 1810 r. w Monachium w biedzie.